# Europese kampioenschappen boogschieten 1972 (outdoor)
De Europese kampioenschappen boogschieten 1972 waren door de Fédération Internationale de Tir à l'Arc (FITA) georganiseerde kampioenschappen voor boogschutters. De derde editie van de Europese kampioenschappen vond plaats in het Luxemburgse Walferdange van 22 tot en met 23 juli 1972.

## Resultaten

### Individueel
|        | Heren          | Dames               |
| ------ | -------------- | ------------------- |
| Goud   | Gunnar Jervil  | Ketevan Losaberidze |
| Zilver | Arne Jacobsen  | Alla Pienova        |
| Brons  | Olavi Laurilla | Anna-Lisa Berglund  |

### Team
|        | Heren                                                      | Dames                                                  |
| ------ | ---------------------------------------------------------- | ------------------------------------------------------ |
| Goud   | Gunnar Jervill Olle Boström Rolf Svensson                  | Ketevan Losaberidze Alla Pieunova Emma Gapchenko       |
| Zilver | Olavi Laurila Jukka Inkeri Jorma Sandelin                  | Maria Mączyńska Maria Palczak Bogumiła Bielas          |
| Brons  | Jacob Wolfensberger Manfred Schönberg Jean-Pierre Héritier | Anna-Lisa Berglund Maj-Britt Johansson Irma Danielsson |